# Street Fighter Alpha 2
Street Fighter Alpha 2, i Japan samt övriga Asien och Sydamerika känt som Street Fighter Zero 2 (ストリートファイターZERO 2?), är ett man mot man-fightingspel från 1996, ursprungligen utgivet till arkadmaskinen  CPS II av Capcom. Spelet är dels en uppföljare men också en slags remake av Street Fighter Alpha: Warriors' Dreams från 1995, som i sin tur utspelar sig före Street Fighter II.

### Fotnoter
1. ↑  ”Classic Rayman and Street Fighter Games Lead a Luminous December Lineup”. Nintendo of America. 7 december 2009. http://www.nintendo.com/whatsnew/detail/ddQH48likFQNfbvryziHBw2_iPQeYVGA. Läst 15 maj 2014.